# ステフィ・デューナ
ステフィ・デューナ（Steffi Duna、1910年2月8日 - 1992年4月22日）は、ハンガリー出身のアメリカ合衆国の女優。

## 出演作品
- 哀愁
- ブラウンの山賊狩
- 風雲児アドヴァース
- 踊る海賊
- 邪神島
- 原始人